# Take the Long Way Home
Take the Long Way Home – utwór brytyjskiej, progresywnej grupy rockowej Supertramp, z albumu Breakfast in America, wydany na singlu w padźierniku 1979 roku. Został on nagrany jako ostatni w ciągu całego 9-miesięcznego cyklu nagrywania albumu. Grupa muzyczna Trixter nagrała swoją wersję tego utworu. Znajduje się ona na albumie Undercovers.

## Wykonawcy
- Roger Hodgson - wokal prowadzący, fortepian
- Rick Davies - harmonijka ustna, organy Hammonda, syntezatory
- Dougie Thomson - gitara basowa
- Bob Siebenberg - perkusja
- John A. Helliwell - klarnet, saksofon sopranowy